# هامة
الهَامَة أو أمّ الصخر أو البومة المصاصة أو المصاصة أو البومة البيضاء أو البَعْفَة أو بومة المخازن هي أكثر أنواع البوم انتشارًا في العالم وواحدة من أكثر أنواع الطيور انتشارًا، وتوجد في كل مكان تقريبًا في العالم باستثناء المناطق القطبية والصحراوية، وشمال جبال الهيمالايا، ومعظم إندونيسيا، وبعض جزر المحيط الهادئ. حجم الهامات متوسط إلى كبير، ورؤوسها كبيرة، ويميّزها شكل وجهها الذي يشبه القلب، كما تملك الهامات سيقاناً طويلة وقوية ومخالب قوية.
تعيش الهامات في مواطن متنوعة، من الصحاري إلى الغابات، ومن المناطق معتدلة المناخ إلى المناطق الاستوائية. وهي تعد من الطيور المقيمة في الأردن في مناطق مختلفة كوادي الأردن والمناطق الشمالية من المملكة وفي إربد والأزرق والرمثا. ويبلغ طول الهامة حوالي 34 سم.
طُولها يُراوح بين 32 إلى 38 سم. بسطتها من 80 إلى 90 سم. أثوابها إلى البياض الموشَّح والمنمَّش بالأسود والأسمر. مناسرها جالسة الانتشاب. سواقطها مستطيلة ذربة. أذنابها قصيرة وعريضة. أرساغها دقيقة كاسية. مخالبها قليلة الريش. أعطانها العالم وهي في شرقنا الأوسط من الطيور الآبدة تألف الخرائب والأطلال. تُدثّن في الصدوع والأوقاب. إناثها تضع نحو 4 بيضات تحضنها بمناوبة الذكر نحو 24 يوماً. وهي من الروامس تلتمس قوتها في الليل. تصيد الجرذ والفأر والعضال والذباب وجميع أنواع الدويبات والحشرات.